# Atheta pilicornis
Atheta pilicornis är en skalbaggsart som först beskrevs av Thomson 1852.  Atheta pilicornis ingår i släktet Atheta, och familjen kortvingar. Arten är reproducerande i Sverige.